# اورلوو
اورلوو (به لاتین: Orlovo) یک منطقهٔ مسکونی در روسیه است که در سرزمین آلتای واقع شده‌است.